# Bonnie Hunt
Bonnie Lynn Hunt (Chicago, Illinois, 1961. szeptember 22. –) amerikai színész, humorista, rendező, forgatókönyvíró és producer.
Filmes szerepei közt található az Esőember (1988), a Beethoven (1992), a Beethoven 2. (1994), a Jumanji (1995), a Jerry Maguire – A nagy hátraarc (1996), a Halálsoron (1999), a Tucatjával olcsóbb (2003) és a Tucatjával olcsóbb 2. (2005).
Szinkronszínészként kölcsönözte hangját  az Egy bogár élete (1998), a Szörny Rt. (2001), a Verdák (2006), a Toy Story 3. (2010), a Verdák 2. (2011), a Szörny Egyetem (2013), a Zootropolis – Állati nagy balhé (2016) és a Verdák 3. (2017) című animációs filmekben.
Több televíziós szerep mellett alkotóként, producerként, íróként és főszereplőként jegyzi az 1990-es és a 2000-es években futó The Building, a Bonnie és a Life with Bonnie című szituációs komédiákat. 2008 és 2010 között a The Bonnie Hunt Show házigazdája volt. Televíziós munkásságát két Golden Globe-, két Daytime- és egy Primetime Emmy-jelöléssel honorálták.

## Filmográfia

### Film
| Év   | Magyar cím                        | Eredeti cím                       | Szerep                       | Magyar hang       |
| ---- | --------------------------------- | --------------------------------- | ---------------------------- | ----------------- |
| 1988 | Esőember                          | Rain Man                          | Sally Dibbs                  | Kiss Erika        |
| 1992 | Beethoven                         | Beethoven                         | Alice Newton                 | Pápai Erika       |
| 1993 | Dave                              | Dave                              | idegenvezető a Fehér Házban  | Koffler Gizella   |
| 1993 | Beethoven 2.                      | Beethoven's 2nd                   | Alice Newton                 | Pápai Erika       |
| 1994 | Csak veled                        | Only You                          | Kate Corvatch                | Borbás Gabi       |
| 1995 | Tegnap és ma                      | Now and Then                      | Mrs. DeWitt                  | Farkasinszky Edit |
| 1995 | Jumanji                           | Jumanji                           | Sarah Whittle / Madam Serena | Kovács Nóra       |
| 1996 | Megúszni egy gyilkosságot         | Getting Away with Murder          | Gail Holland                 | Farkasinszky Edit |
| 1996 | Jerry Maguire – A nagy hátraarc   | Jerry Maguire                     | Laurel Boyd                  | Hámori Ildikó     |
| 1998 | Egy bogár élete                   | A Bug's Life                      | Rózi (Rosie) (hang)          | Zsolnai Júlia     |
| 1998 | Hűségteszt                        | Kissing a Fool                    | Linda Streicher              | Csere Ágnes       |
| 1999 | Zuhanás                           | Random Hearts                     | Wendy Judd                   | Incze Ildikó      |
| 1999 | Halálsoron                        | The Green Mile                    | Jan Edgecomb                 | Kovács Nóra       |
| 2000 | Szívedbe zárva                    | Return to Me                      | Megan Dayton                 | Mics Ildikó       |
| 2000 | Szívedbe zárva                    | Return to Me                      | Megan Dayton                 | Orosz Helga       |
| 2001 | Szörny Rt.                        | Monsters, Inc.                    | Ms. Flint (hang)             | Varga Klári       |
| 2002 | Ellopott nyár                     | Stolen Summer                     | Margaret O'Malley            | Kiss Erika        |
| 2003 | Tucatjával olcsóbb                | Cheaper by the Dozen              | Kate Baker                   | Spilák Klára      |
| 2005 | Tucatjával olcsóbb 2.             | Cheaper by the Dozen 2            | Kate Baker                   | Spilák Klára      |
| 2005 |                                   | Loggerheads                       | Grace                        |                   |
| 2006 | Sajttársak                        | I Want Someone to Eat Cheese With | Stella Lewis                 | Agócs Judit       |
| 2006 | Verdák                            | Cars                              | Sally Carrera (hangja)       | Náray Erika       |
| 2006 | Matuka és az UFO-fény (rövidfilm) | Mater and the Ghostlight          | Sally Carrera (hang)         | Náray Erika       |
| 2009 |                                   | Hurricane Season                  | igazgató                     |                   |
| 2010 | Toy Story 3.                      | Toy Story 3                       | Dolly (hang)                 | Náray Erika       |
| 2011 | Hawaii vakáció (rövidfilm)        | Hawaiian Vacation                 | Dolly (hang)                 | Náray Erika       |
| 2011 | Verdák 2.                         | Cars 2                            | Sally Carrera (hangja)       | Náray Erika       |
| 2013 | Szörny Egyetem                    | Monsters University               | Karen Graves (hang)          | Kocsis Mariann    |
| 2016 | Zootropolis – Állati nagy balhé   | Zootopia                          | Bonnie Hopps (hang)          | Csere Ágnes       |
| 2017 | Verdák 3.                         | Cars 3                            | Sally Carrera (hangja)       | Náray Erika       |
| 2019 | Toy Story 4.                      | Toy Story 4                       | Dolly (hangja)               | Kiss Erika        |
| 2020 | Előre                             | Onward                            | sellő (hangja)               |                   |
| 2021 | Záróakkord                        | The Ultimate Playlist of Noise    | Dr. Lubinsky                 |                   |
| 2024 | A hullahó-akció                   | Red One                           | Néne                         | Szőlőskei Tímea   |

### Televízió
| Év        | Magyar cím                  | Eredeti cím                             | Szerep                        | Megjegyzések                                                   |
| --------- | --------------------------- | --------------------------------------- | ----------------------------- | -------------------------------------------------------------- |
| 1984      |                             | American Playhouse                      | foxtrott táncos               | 1 epizód                                                       |
| 1990      |                             | Grand                                   | Carol Anne Smithson           | főszereplő (26 epizód)                                         |
| 1991–1992 |                             | Davis Rules                             | Gwen Davis                    | főszereplő (18 epizód)                                         |
| 1993      |                             | The Building                            | Bonnie Kennedy                | - főszereplő (5 epizód) - megalkotó, vezető producer és író    |
| 1995–1996 |                             | Bonnie                                  | Bonnie Kelly                  | - főszereplő (12 epizód) - producer, író                       |
| 1997      |                             | Wheel of Fortune                        | önmaga (versenyző)            | 1 epizód                                                       |
| 2002–2004 |                             | Life with Bonnie                        | Bonnie Molloy / Marge Travisi | - főszereplő (44 epizód) - megalkotó, rendező, vezető producer |
| 2006      |                             | Let Go                                  | Kate Holloway nyomozó         | - tévéfilm - író és rendező                                    |
| 2008–2010 |                             | The Bonnie Hunt Show                    | önmaga (házigazda)            | - 318 epizód - vezető producer, író                            |
| 2010      | Az élet és Tim              | The Life & Times of Tim                 | Gabe anyja (hangja)           | 2 epizód                                                       |
| 2013–2018 | Szófia hercegnő             | Sofia the First                         | Tilly néni (hangja)           | 7 epizód                                                       |
| 2013      | Öt történet az elmezavarról | Call Me Crazy: A Five Film              | nem szerepel                  | - tévéfilm - rendező (1 szegmens)                              |
| 2013–2017 |                             | Cars Toons: Tales From Radiator Springs | Sally Carrera (hangja)        | 3 epizód                                                       |
| 2018      | Szökés Dannemorából         | Escape at Dannemora                     | Catherine Leahy Scott         | - minisorozat (7 epizód) - magyar hangja: - Csere Ágnes        |
| 2019      | Villi villámkérdései        | Forky Asks a Question                   | Dolly (hangja)                | 1 epizód                                                       |
| 2021      | Szörnyszakik                | Monsters at Work                        | Ms. Flint (hangja)            | - 6 epizód - magyar hangja:[forrás?] - Varga Klári             |
| 2022      | Verdák az utakon            | Cars on the Road                        | Sally Carrera (hangja)        | - 1 epizód - magyar hangja:[forrás?] - Náray Erika             |
| 2022      | Zootropolis+                | Zootopia+                               | Bonnie Hopps (hangja)         | - 1 epizód - magyar hangja:[forrás?] - Csere Ágnes             |

### Videójátékok
| Év   | Cím                              | Szerep                 |
| ---- | -------------------------------- | ---------------------- |
| 2006 | Cars                             | Sally Carrera (hangja) |
| 2007 | Cars Mater-National Championship | Sally Carrera (hangja) |
| 2009 | Cars Race-O-Rama                 | Sally Carrera (hangja) |
| 2017 | Cars 3: Driven to Win            | Sally Carrera (hangja) |

## Fordítás
- Ez a szócikk részben vagy egészben  a   Bonnie Hunt című angol Wikipédia-szócikk ezen változatának fordításán alapul.  Az eredeti cikk szerkesztőit annak laptörténete sorolja fel. Ez a jelzés csupán a megfogalmazás eredetét és a szerzői jogokat jelzi, nem szolgál a cikkben szereplő információk forrásmegjelöléseként.